# Phản ứng tổng hợp chuỗi polymerase sao chép ngược

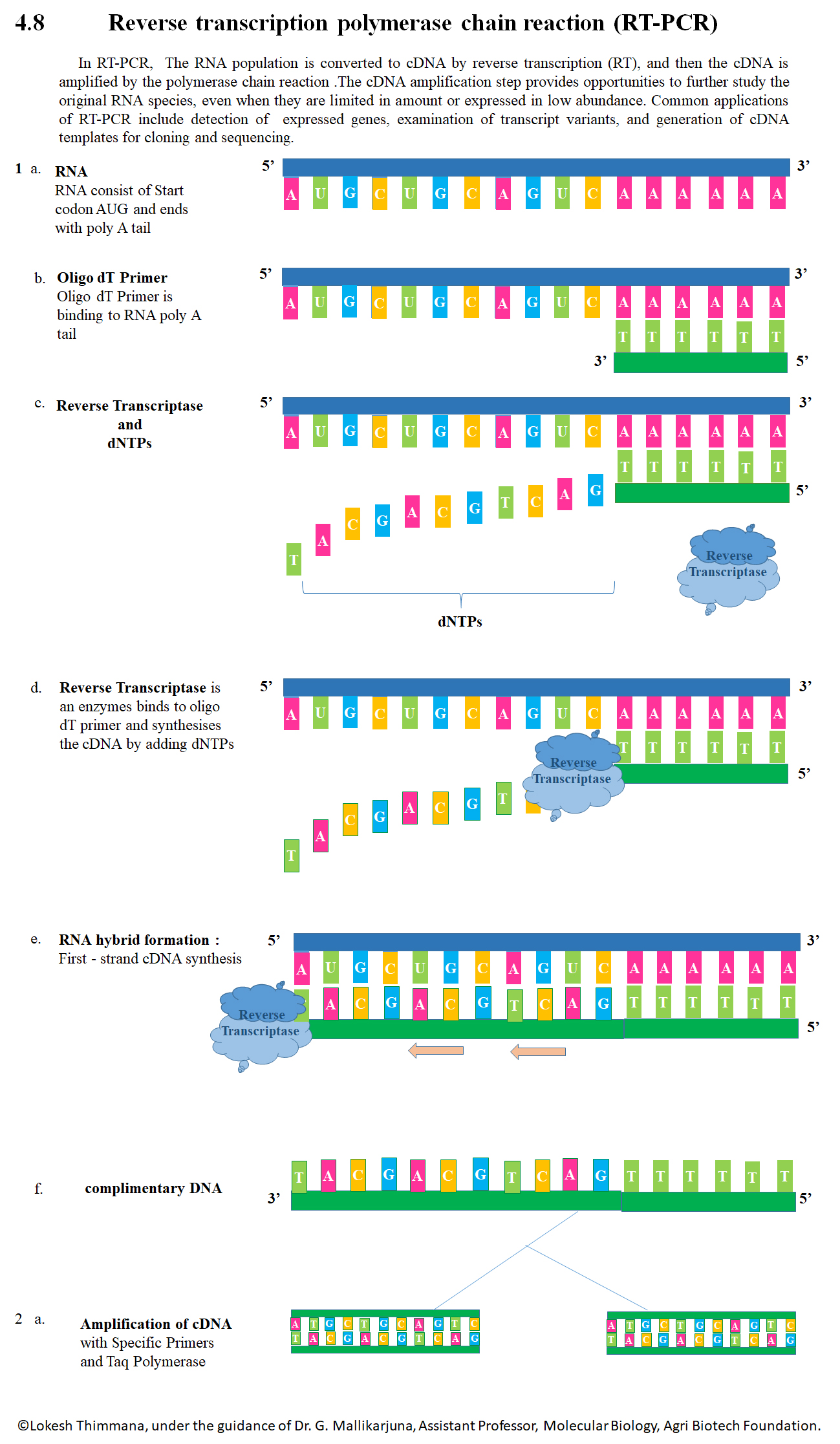
RT-PCR

Phản ứng tổng hợp chuỗi polymerase sao chép ngược (RT-PCR) (tiếng Anh: Reverse transcription polymerase chain reaction) là một kỹ thuật trong phòng thí nghiệm kết hợp giữa sao chép ngược (phiên mã ngược) RNA thành DNA (trong bối cảnh này được gọi là DNA bổ sung hoặc cDNA) và khuếch đại các mục tiêu DNA cụ thể bằng phản ứng chuỗi polymerase (PCR). Nó chủ yếu được sử dụng để đo lượng RNA cụ thể. Điều này đạt được bằng cách theo dõi phản ứng khuếch đại bằng huỳnh quang, một kỹ thuật gọi là PCR thời gian thực, còn gọi là PCR định lượng (qPCR). Phương pháp kết hợp RT-PCR và qPCR với nhau thường được sử dụng để phân tích biểu hiện gen và định lượng RNA của virus trong các nghiên cứu và thực nghiệm lâm sàng. 

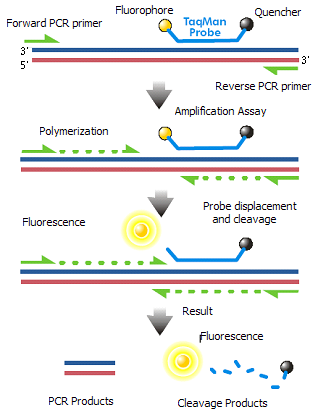
Đầu dò Taqman

Sự kết hợp chặt chẽ giữa RT-PCR và qPCR đã dẫn đến việc sử dụng một cách hoán dụ thuật ngữ qPCR với nghĩa là RT-PCR. Việc sử dụng như vậy có thể gây nhầm lẫn, vì RT-PCR có thể được sử dụng mà không cần đến qPCR, ví dụ để cho phép nhân bản phân tử, giải trình tự gen hoặc phát hiện RNA đơn giản. Ngược lại, qPCR có thể được sử dụng mà không cần đến RT-PCR, ví dụ để định lượng số lượng bản sao của một đoạn DNA cụ thể.

## Danh pháp

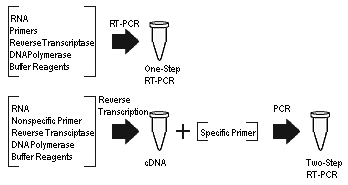
RT-PCR một bước so sánh với RT-PCR hai bước

Kỹ thuật RT-PCR và qPCR sử dụng kết hợp với nhau được gọi là RT-PCR định lượng hoặc RT-PCR thời gian thực (đôi khi cũng được gọi là RT-PCR định lượng thời gian thực), thường được viết tắt là qRT-PCR, RT-qPCR, hoặc rRT-PCR. Để tránh nhầm lẫn, các chữ viết tắt sau sẽ được sử dụng nhất quán: 
| Kỹ thuật                                          | Chữ viết tắt |
| ------------------------------------------------- | ------------ |
| Phản ứng chuỗi polymerase                         | PCR          |
| Phản ứng tổng hợp chuỗi polymerase sao chép ngược | RT-PCR       |
| Phản ứng tổng hợp chuỗi polymerase thời gian thực | qPCR         |
| Kỹ thuật kết hợp RT-PCR/qPCR                      | qRT-PCR      |